# Fondation en péril
Fondation en péril (titre original : Foundation's Fear) est un roman de science-fiction de Gregory Benford publié en 1997 puis traduit en français et paru en 1998. Il est le premier volume de la trilogie Second cycle de Fondation, qui se poursuit dans Fondation et Chaos et se termine avec Le Triomphe de Fondation.
Paru après le décès d'Isaac Asimov, ce roman s'insère dans l'Histoire du futur de l'auteur. Plus précisément, les évènements présentés par Gregory Benford dans ce roman se déroulent en l'an 12 028 de l'Ère Galactique, ce qui les place entre les deux premières parties, intitulées « Eto Demerzel » et « Cléon 1er », du roman L'Aube de Fondation, écrit par Issac Asimov.

## Résumé
En l'an 12 028 de l'Ère Galactique, l'empereur Cléon Ier a désigné Hari Seldon comme nouveau premier ministre, à la suite du départ de Eto Demerzel. Toutefois, cette décision doit être ratifiée par la Chambre Haute et un autre candidat a la faveur de certains politiciens : Betan Lamurk. Hari Seldon préférerait poursuivre ses recherches en psychohistoire plutôt que de devenir premier ministre, mais il n'est pas sage d’aller à l'encontre des souhaits de l'empereur.
Entre-temps, deux anciennes simulations informatiques de personnalités historiques ont été découvertes sur la planète Sark. L'associé de Hari Seldon, Yugo Amaryl, fait en sorte qu'ils soient amenés sur Trantor, pour les aider dans leurs enquêtes sur les temps anciens, ce qui pourrait améliorer la recherche en psychohistoire. Ces simulations sont remises à une société appelée Artifice Associates, pour reconstruction, réparation et activation. Il s'avère qu'il s'agit de simulations de Jeanne d'Arc et de Voltaire. Il est proposé qu'un débat soit organisé entre les deux simulations, comme les voix de la foi et de la raison. Mais le débat se termine dans le chaos. Lorsque Artifice Associates tente de supprimer les simulations, Jeanne d'Arc et Voltaire s’échappent dans l'équivalent d'Internet sur Trantor.
Les agents de Betan Lamurk ont tenté à deux reprises d'assassiner Hari Seldon. Dors Venabili et Hari quittent alors Trantor et se rendent sur la planète de villégiature safari de Panucopia, peuplée de divers animaux, dont des primates appelés panus. Hari et Dors utilisent une technologie d'immersion permettant un transfert temporaire dans le cerveau des panus pour découvrir leur vie primaire. Mais même ici on attente à leur vie.
Hari et Dors visitent ensuite la planète Sark, l'une des planètes dites de la Nouvelle Renaissance, mais Hari reconnaît que de telles planètes se dirigent vers le chaos et l'effondrement. Cependant, les forces fidèles à Betan Lamurk sont toujours sur leurs traces. Hari et Dors s'échappent alors dans un petit vaisseau spatial via le réseau de trous de ver, effectuant des transits répétés jusqu'à ce qu'ils reviennent sur Trantor.
Hari Seldon utilise la technologie d'immersion pour expérimenter les équations de la psychohistoire dans le web de Trantor. Dans ce cyberespace, il rencontre Voltaire et Jeanne d'Arc, mais également des intelligences extraterrestres hostiles appelées mèmes datant des temps anciens avant l'Empire.  Ces extraterrestres ont fui l'espace physique de Trantor lorsque les robots terraformeurs sont arrivés sur cette planète il y a plus de 20 000 ans. Il conclut un accord avec eux résultant sur le meurtre de Betan Lamurk et de ses associés. La décision impériale de nommer Hari Seldon premier ministre est ensuite validée par la Chambre Haute.